# Hōjō Nagatoki
Hōjō Nagatoki est un nom japonais traditionnel ; le nom de famille (ou le nom d'école), Hōjō, précède donc le prénom (ou le nom d'artiste).
Hōjō Nagatoki (北条 長時, 1227-1264), membre du clan Hōjō et fils de Hōjō Shigetoki, est le sixième shikken (1256-1264) du bakufu de Kamakura et dirige le Japon de 1256 à 1264.
Nagatoki est le troisième rokuhara Tandai Kitakata (sécurité intérieure de premier rang à Kyoto) de 1247 à 1256 où il succède à son père, nommé cette année-là au poste de rensho, assistant du shikken.
En 1256, il devient le premier shikken à ne pas être en même temps tokusō (chef du clan Hōjō).